# Pietro Biagioli
Pietro Biagioli (25. srpen 1929, Campi Bisenzio, Italské království – 3. září 2017, Florencie, Itálie) byl italský fotbalový záložník a trenér.

## Kariéra
Začal hrát ve Fiorentině, kde debutoval 12. června 1949 proti Turínu. Poté dva roky putoval po hostování. V sezoně 1951/52 byl druhý nejlepší střelec ve 2. lize. Vrátil se do Fiorentiny, kde odehrál celkem 15 zápasů se dvěma góly v Serii A. Sezonu 1953/54 odehrál v Turíně a o rok později se přestěhoval do druholigové Marzotto Valdagno. Tady se stal s 19 brankami nejlepším střelcem ve 2. lize. Svou kariéru zakončil v Tarantu po sezoně 1962/63.
Za reprezentaci nikdy nenastoupil i když byl nominaci na OH 1952.
Po ukončení hráčské kariéry se stal asistentem trenéra fialek.

## Úspěchy

### Reprezentační
- 1× na OH (1952)

### Individuální
- nejlepší střelec 2. italské fotbalové ligy (1957/58 – 19 branek)